# Shaharuddin Abdullah
Shaharuddin Abdullah (Penang, Federación Malaya; 28 de agosto de 1948-Taiping, Malasia; 28 de diciembre de 2023) fue un futbolista malasio que jugó en las posiciones de mediapunta y delantero centro.

## Carrera

### Club
| Periodo   | Club       |
| --------- | ---------- |
| 1967–1969 | Penang FA  |
| 1970–1973 | Penjara FC |
| 1974–1982 | Penang FA  |

### Selección nacional
Jugó para Malasia en 70 ocasiones de 1967 a 1974 y anotó 39 goles; participó en los tres partidos en Juegos Olímpicos de Múnich 1972, donde anotó un gol en la victoria por 3-0 ante Estados Unidos. También ganó la medalla de bronce en los Juegos Asiáticos de 1974 y la medalla de plata en los Juegos del Sudeste Asiático en 1971.

## Vida personal
Su padre Abdullah Mohammad fue guardameta del Penang FA en los años 1950, su hermano Namat Abdullah y su tío Aziz Ahmad también jugaron con el Penang FA. Su hijo Shafiq Shaharudin también es futbolista profesional.

## Logros

### Club
- Burnley Cup: 1964/65, 1966
- Malaysia Kings Gold Cup: 1966, 1968, 1969
- Copa de Malasia: 1974
- Aga Khan Gold Cup: 1976
- Liga Malasia: 1982
- Copa FAM: 1970, 1971, 1973

### Selección nacional
- King's Cup: 1972
- Torneo Merdeka: 1968, 1973, 1974